# Badr-1
Badr-1 (Badr-A) — искусственный спутник Земли, впервые изготовленный в Пакистане. Аппарат был запущен 16 июля 1990 года с космодрома Сичан с помощью ракеты-носителя Чанчжэн-2E и служит для отработки цифровой связи и для трансляции сигнала для приёма радиолюбителями. Первый спутник из серии Badr.

## История
В 1964 году главнокомандующим Пакистана было проведено совещание, по результатам которого была создана Комиссия по исследованию космоса и верхних слоёв атмосферы (SUPARCO).
В ответ на запуск первого индийского спутника Ариабхата в 1981 году был принят план по разработке и конструкции пакистанского спутника. Часть инженеров была отправлена в университет Суррея для участия в разработке британского спутника UO-11. В 1986 году эти инженеры вернулись и приступили к разработке спутника, получившего название Badr. Badr (урду بدر-۱‎‎) означает полная Луна. За короткий промежуток времени проект Badr был завершён.
Изначально аппарат хотели запустить с помощью американской ракеты-носителя Дельта, но катастрофа шаттла «Челленджер» помешала реализации этого плана. В 1990 году КНР предложила использовать её ракету-носитель и космодром. Для ракеты-носителя Чанчжэн-2E этот запуск стал первым успешным. Вместе с Badr в качестве полезной нагрузки был выведен американский спутник Aussat-B-MFS.
Спутник вышел на низкую околоземную орбиту. В течение 15 минут три-четыре раза в день, при пролёте спутника над Пакистаном, включалась радиотрансляция, и каждый радиолюбитель мог принять сигнал. Передача прекратилась 20 августа 1990 года.

## Конструкция
Спутник представлял собой многогранник с 26 гранями диаметром 48 см. Грани были покрыты солнечными батареями мощностью 12,5 Вт. Основной корпус изготовлен из сплава алюминия, магния и титана. Две штыревых антенны осуществляли одноканальную цифровую радиопередачу на Землю частотой от 145 до 435 МГц. Кроме сигналов передавалась телеметрия и данные о температуре внутри и на поверхности аппарата. Стоимость разработки и подготовки спутника была около 1,2 млн рупий (1 млн рублей).

## Значение
Для Пакистана этот запуск имел большое значение. Пакистан стал третьей азиатской и первой мусульманской страной, которая вывела спутник на орбиту. Был увеличен политический вес Пакистана на международной арене. Спутник объединил и повысил гордость народа Пакистана. Наработки дали основу для создания более сложных аппаратов. Так, в 2002 году был запущен спутник дистанционного зондирования Земли Badr-B, в 2006 — телекоммуникационный спутник Badr-IV.